# آمچیتکا

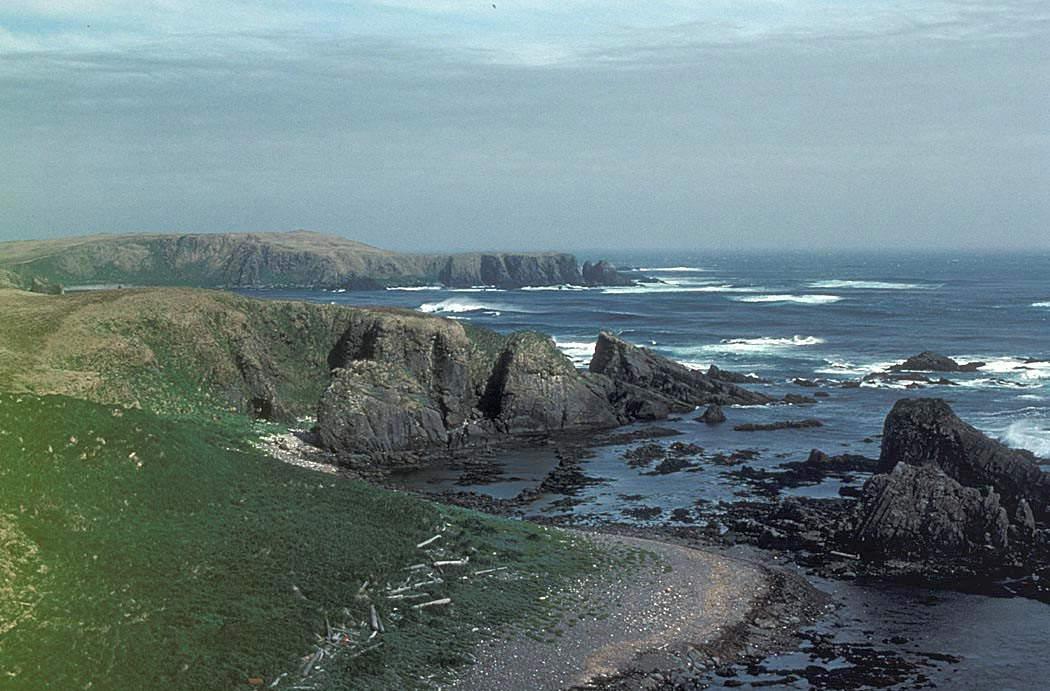
آمچیتکا

آمچیتکا (آلیوتی: Amchixtax̂) یکی از جزایر آلیوتی در آلاسکا است.